# Bárbara Leôncio
Bárbara Leôncio (ur. 7 października 1991 w Rio de Janeiro) – brazylijska lekkoatletka specjalizująca się w biegach sprinterskich. 
W 2006 roku zdobyła srebrny medal gimnazjady w rywalizacji na dystansie 100 metrów. W kolejnym sezonie została mistrzynią świata juniorek młodszych w biegu na 200 metrów. Razem z koleżankami z reprezentacji zdobyła, w biegu rozstawnym 4 × 100 metrów, w 2008 brązowy krążek juniorskich mistrzostw świata. Złota medalistka czempionatu ibero-amerykańskiego w sztafecie 4 × 100 metrów w 2010. Wiele razy stawała na podium juniorskich mistrzostw Ameryki Południowej. Medalistka mistrzostw Brazylii w kategoriach: kadetek, juniorek, młodzieżowców oraz seniorek.

## Osiągnięcia
| Rok  | Impreza                                            | Miejsce      | Konkurencja        | Pozycja    | Wynik   |
| ---- | -------------------------------------------------- | ------------ | ------------------ | ---------- | ------- |
| 2005 | Mistrzostwa panamerykańskie juniorów               | Windsor      | sztafeta 4 × 100 m | 3. miejsce | 45,75   |
| 2006 | Gimnazjada                                         | Saloniki     | bieg na 100 m      | 2. miejsce | 11,70   |
| 2006 | Mistrzostwa Ameryki Południowej juniorów młodszych | Caracas      | bieg na 100 m      | 1. miejsce | 11,82   |
| 2006 | Mistrzostwa Ameryki Południowej juniorów młodszych | Caracas      | sztafeta 4 × 100 m | 1. miejsce | 46,20   |
| 2006 | Mistrzostwa Ameryki Południowej juniorów młodszych | Caracas      | bieg na 200 m      | 1. miejsce | 24,26   |
| 2006 | Mistrzostwa Ameryki Południowej juniorów młodszych | Caracas      | sztafeta szwedzka  | 1. miejsce | 2:12,03 |
| 2007 | Mistrzostwa Ameryki Południowej juniorów           | São Paulo    | bieg na 100 m      | 2. miejsce | 11,79   |
| 2007 | Mistrzostwa Ameryki Południowej juniorów           | São Paulo    | sztafeta 4 × 100 m | 1. miejsce | 44,42   |
| 2007 | Mistrzostwa Ameryki Południowej juniorów           | São Paulo    | bieg na 200 m      | 1. miejsce | 23,69   |
| 2007 | Mistrzostwa panamerykańskie juniorów               | São Paulo    | bieg na 100 m      | 4. miejsce | 11,52   |
| 2007 | Mistrzostwa panamerykańskie juniorów               | São Paulo    | sztafeta 4 × 100 m | 2. miejsce | 43,98   |
| 2007 | Mistrzostwa świata juniorów młodszych              | Ostrawa      | bieg na 100 m      | 4. miejsce | 11,72   |
| 2007 | Mistrzostwa świata juniorów młodszych              | Ostrawa      | bieg na 200 m      | 1. miejsce | 23,50   |
| 2008 | Mistrzostwa świata juniorów                        | Bydgoszcz    | bieg na 100 m      | półfinał   | 11,76   |
| 2008 | Mistrzostwa świata juniorów                        | Bydgoszcz    | sztafeta 4 × 100 m | 3. miejsce | 44,61   |
| 2008 | Mistrzostwa Ameryki Południowej juniorów młodszych | Lima         | bieg na 100 m      | 1. miejsce | 11,93   |
| 2008 | Mistrzostwa Ameryki Południowej juniorów młodszych | Lima         | bieg na 200 m      | 1. miejsce | 24,03   |
| 2008 | Mistrzostwa Ameryki Południowej juniorów młodszych | Lima         | sztafeta szwedzka  | 1. miejsce | 2:12,47 |
| 2009 | Mistrzostwa Ameryki Południowej juniorów           | São Paulo    | bieg na 200 m      | 1. miejsce | 23,81   |
| 2009 | Mistrzostwa Ameryki Południowej juniorów           | São Paulo    | sztafeta 4 × 400 m | 1. miejsce | 3:42,20 |
| 2010 | Młodzieżowe mistrzostwa Ameryki Południowej        | Medellín     | bieg na 200 m      | 3. miejsce | 23,86   |
| 2010 | Młodzieżowe mistrzostwa Ameryki Południowej        | Medellín     | sztafeta 4 × 400 m | 2. miejsce | 3:40,68 |
| 2010 | Mistrzostwa ibero-amerykańskie                     | San Fernando | sztafeta 4 × 100 m | 1. miejsce | 43,97   |
| 2010 | Mistrzostwa świata juniorów                        | Moncton      | bieg na 100 m      | półfinał   | 11,78   |
| 2010 | Mistrzostwa świata juniorów                        | Moncton      | bieg na 200 m      | półfinał   | 23,86   |

## Rekordy życiowe
- bieg na 100 m – 11,52 (2007) / 11,44w (2009)
- bieg na 200 m – 23,48 (2009)
- skok w dal – 6,18 (2006) rekord Ameryki Południowej w kategorii kadetów